# Physospermopsis rubrinervis
Physospermopsis rubrinervis är en flockblommig växtart som först beskrevs av Adrien René Franchet, och fick sitt nu gällande namn av C.Norman. Physospermopsis rubrinervis ingår i släktet Physospermopsis och familjen flockblommiga växter. Inga underarter finns listade i Catalogue of Life.